# ベルジャーンシク・パルチザン軍
ベルジャーンシク・パルチザン軍 (BPA、ウクライナ語: Бердянська партизанська армія) は、ザポリージャ州ベルジャーンシクで活動するウクライナの地下パルチザングループ。
BPAによると、このグループはベルジャーンシクの占領当局に対する破壊行為に責任があるとしている。

## 歴史
2022年2月27日、ロシア陸軍がベルジャーンシク市に入ったことが判明した。翌日、ロシア兵は同市の全ての管理棟を占拠した。
4月30日、ベルジャーンシク・パルチザン軍のテレグラムチャンネルに、ベルジャーンシク市からのロシア軍兵士の立ち退きを要求する動画が投稿され、自動火器を手にした覆面の男三人が要求文を読み上げた。この訴えは、国民の僕の国会議員、ユーリ・ミシャギンによっても公開された。
6月2日、パルチザンはベルジャーンシク港でロシア陸軍の軍用貨物の破壊を試みた。
8月6日、BPAは占領された警察署付近で爆発を起こした。占領当局はこれをタバコの吸い殻によるガスボンベの爆発として偽装しようとした。
8月8日、パルチザンは占領当局の副長官の一人を暗殺しようとしたことを明らかにした。
8月10日、BPAはザポリージャ州のロシア加盟に関する住民投票の共犯者と主催者の捜索を宣言した。
8月26日、BPAはロシア協力者のアレクセイ・コレスニコフの車両を爆破し、コレスニコフは死亡した。9月6日、市の司令官アルテム・バルディンを乗せた車が爆破され、バルディンは重傷を負った。
9月、BPAはザポリージャ州のロシア加盟に関する「ラシストの疑似住民投票」でどのようにふるまうべきかについての指示を出した。